# Blues Project
I Blues Project sono un gruppo musicale blues rock statunitense formatisi nel Greenwich Village a New York nel 1965.

## Formazione

### Formazione più popolare
- Tommy Flanders - voce (1965-1966, 1972-1973, -presente)
- Danny Kalb - chitarra (1965-1967, 1969–presente)
- Steve Katz - chitarra, armonica a bocca, voce (1965-1967, 1973–presente)
- Andy Kulberg - basso, flauto (1965-1967, 1973-2002)
- Al Kooper - tastiere, voce (1965-1967, 1973–presente)
- Roy Blumenfeld - batteria (1965-1967, 1969-?)

### 2012-presente
- Steve Katz - chitarra, armonica a bocca, voce
- Joe Bouchard - basso
- John Kruth - mandolino, flauto, voce
- Kenny Margolis - tastiere
- Roy Blumenfeld - batteria

### Altri componenti
- John McDuffy - tastiere, voce (1967-1968)
- John Gregory - chitarra (1968-?)
- Richard Greene - violino (1968)
- Don Kretmar - basso, sassofono (1969-1973)
- David Cohen - tastiere (1972)
- Bill Lussenden - chitarra (1972-1973)
- Eric Pearson - tastiere (1972)

## Discografia

### Album in studio e dal vivo
- 1966 - Live at The Cafe Au Go Go
- 1966 - Projections
- 1966 - Live at The Matrix
- 1967 - Live at Town Hall
- 1968 - Planned Obsolescence
- 1971 - Lazarus
- 1972 - Blues Project
- 1973 - Reunion in Central Park

### Raccolte
- 1989 - Best of The Blues Project
- 1996 - Chronicles
- 1997 - The Blues Project Anthology